# Premios Hans Christian Andersen
No debe confundirse con el Premio Hans Christian Andersen de Literatura
Los Premios Hans Christian Andersen, designados con frecuencia como "Pequeños Premios Nobel" de la narrativa, son un galardón internacional que concede la Organización Internacional para el Libro Juvenil, con frecuencia bienal, como reconocimiento a una «contribución duradera a la literatura infantil y juvenil». Se conceden en dos categorías: autores e ilustradores / ilustradoras.
Derivan su nombre del escritor danés Hans Christian Andersen y los ganadores reciben una medalla de oro y un diploma de manos de la reina de Dinamarca.
Además del galardón, se publica una «Lista de Honor» con una selección de novedades de los dos años anteriores, seleccionadas por las diferentes secciones nacionales de la institución, con el ánimo de reconocer la excelencia en la ilustración y literatura para niños y jóvenes.

## Escritores

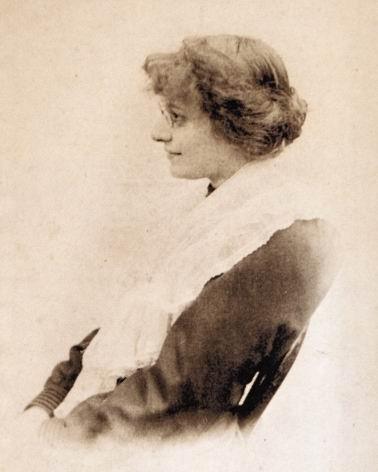
Eleanor Farjeon.

Se concede desde el año 1956.
1956 - Eleanor Farjeon (Reino Unido)
1958 - Astrid Lindgren (Suecia)
1960 - Erich Kästner (Alemania)
1962 - Meindert DeJong (Estados Unidos)
1964 - René Guillot (Francia)
1966 - Tove Jansson (Finlandia)
1968 -  José María Sánchez Silva (España)
1970 - Gianni Rodari (Italia)
1972 - Scott O'Dell (Estados Unidos)
1974 - María Gripe (Suecia)
1976 - Cecil Bødker (Dinamarca)
1978 - Paula Fox (Estados Unidos)
1980 -  Bohumil Říha (Checoslovaquia)
1982 - Lygia Bojunga Nunes (Brasil)
1984 - Christine Nöstlinger (Austria)
1986 - Patricia Wrightson (Australia)
1988 - Annie M. G. Schmidt (Países Bajos)
1990 - Tormod Haugen (Noruega)
1992 - Virginia Hamilton (Estados Unidos)
1994 - Michio Mado (Japón)
1996 - Uri Orlev (Israel)
1998 - Katherine Paterson (Estados Unidos)
2000 - Ana Maria Machado (Brasil)
2002 - Aidan Chambers (Reino Unido)
2004 - Martin Waddell (Irlanda)
2006 - Margaret Mahy (Nueva Zelanda)
2008 - Jürg Schubiger (Suiza)
2010 - David Almond (Reino Unido)
2012 - María Teresa Andruetto (Argentina)
2014 - Nahoko Uehashi (Japón)
2016 - Cao Wenxuan (China)
2018 - Eiko Kadono (Japón)
2020 - Jacqueline Woodson (Estados Unidos)
2022 - Marie-Aude Murail (Francia)
2024 - Heinz Janisch (Austria)

## Ilustradores
El Premio de ilustración se concede desde el año 1966.
1966 - Alois Carigiet (Suiza)
1968 - Jiří Trnka (Checoslovaquia)
1970 - Maurice Sendak (Estados Unidos)
1972 - Ib Spang Olsen (Dinamarca)
1974 - Farshid Mesghali (Irán)
1976 - Tatjana Mawrina (Unión Soviética)
1978 - Svend Otto S. (Dinamarca)
1980 - Suekichi Akaba (Japón)
1982 - Zbigniew Rychlicki (Polonia)
1984 - Mitsumasa Anno (Japón)
1986 - Robert Ingpen (Australia)
1988 - Dusan Kállay (Checoslovaquia)
1990 - Lisbeth Zwerger (Austria)
1992 - Kveta Pacovská (República Checa)
1994 - Jörg Müller (Suiza)
1996 - Klaus Ensikat (Alemania)
1998 - Tomi Ungerer (Francia)
2000 - Anthony Browne (Reino Unido)
2002 - Quentin Blake (Reino Unido)
2004 - Max Velthuijs (Países Bajos)
2006 - Wolf Erlbruch (Alemania)
2008 - Roberto Innocenti (Italia)
2010 - Jutta Bauer (Alemania)
2012 - Peter Sis (Checoslovaquia)
2014 - Roger Mello (Brasil)
2016 - Rotraut Susanne Berner (Alemania)
2018 - Igor Oleynikov (Rusia)
2020 - Albertine Zullo (Suiza)
2022 - Suzy Lee (Corea del sur)
2024 - Sydney Smith (Canadá)